# Rudolf Skácel
Rudolf ("Rudi") Skácel (Trutnov, 17 juli 1979) is een Tsjechisch voetballer die sinds 2013 voor de Tsjechische eersteklasser Slavia Praag uitkomt. Voorheen speelde hij onder meer voor Heart of Midlothian FC, waar hij mateloos populair was én is. Hij was, met 2 doelpunten, man of the match in de Scottish Cup-finale in 2012 tegen Hearts' rivaal Hibernian FC. Deze wedstrijd werd uiteindelijk met 5:1 gewonnen door Hearts, een vernedering voor Hibs.
Doordat Hearts hem geen nieuw contract kon geven vanwege een transfer ermbago, vanwege het te laat betalen van lonen van de spelers en de technische staf tekende Skácel op 26 oktober een contract bij Dundee United FC.
Skácel zorgde gelijk voor enige opwinding door zijn rugnummer 51, een verwijzing naar Hearts' 5:1 overwinning in de Scottisch Cup-finale op Hibs. Dundee United FC-Manager Peter Houston verontschuldigde zich tegenover Hibs-fans, zeggend dat hij zich niet bewust was van de betekenis van het nummer en dat hij, als hij het wel had geweten, geen toestemming aan Skácel zou hebben gegeven om dit rugnummer te kiezen.
Skácel debuteerde op 30 juli 2005 voor Hearts FC in de uitwedstrijd tegen Kilmarnock FC. De wedstrijd werd met 4-2 gewonnen.

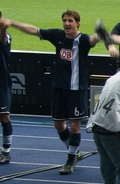
Skácel op huurbasis uitkomend voor Hertha BSC

## Interlandcarrière
Skácel speelde sinds 2003 als middenvelder zeven keer voor Tsjechië en maakte daarbij één doelpunt. Hij maakte deel uit van de selectie voor Euro 2008. Op 15 november 2003 maakte Skácel zijn debuut tegen Canada (5-1 winst), en tekende in dat duel voor de vijfde en laatste treffer van de Tsjechen.